# Polnische Badmintonmeisterschaft 1983
Die Polnische Badmintonmeisterschaft 1983 fand vom 9. bis zum 10. Mai 1983 in Warschau statt. Es war die 19. Austragung der Titelkämpfe.

## Medaillengewinner
| Disziplin    | Gold                                                                       | Silber                                                                    | Bronze |
| ------------ | -------------------------------------------------------------------------- | ------------------------------------------------------------------------- | --- |
| Herreneinzel | Stanisław Rosko (Technik Głubczyce)                                        | Brunon Rduch (Unia Bieruń Stary)                                          | Kazimierz Ciuryś (Technik Głubczyce) Grzegorz Olchowik (Technik Glubczyce)                                                                  |
| Dameneinzel  | Ewa Rusznica (Technik Głubczyce)                                           | Bożena Wojtkowska (Technik Głubczyce)                                     | Bożena Siemieniec (Technik Głubczyce) Barbara Zimna (Technik Głubczyce)                                                                     |
| Herrendoppel | Jerzy Dołhan (Technik Głubczyce) Grzegorz Olchowik (Technik Głubczyce)     | Kazimierz Ciuryś (Technik Głubczyce) Stanisław Rosko (Technik Głubczyce)  | Jerzy Gwóźdź (Unia Bieruń Stary) Piotr Rduch (Unia Bieruń Stary) Brunon Rduch (Unia Bieruń Stary) Norbert Wegrzyn (Unia Bieruń Stary)       |
| Damendoppel  | Ewa Rusznica (Technik Głubczyce) Bożena Wojtkowska (Technik Głubczyce)     | Bożena Siemieniec (Technik Głubczyce) Zofia Żółtańska (Technik Głubczyce) | Irena Rogula (Technik Głubczyce) Barbara Zimna (Technik Głubczyce) Ewa Zdrojewska (Start Gdynia) Anna Źyśk (AZS Gdańsk)                     |
| Mixed        | Kazimierz Ciuryś (Technik Głubczyce) Bożena Wojtkowska (Technik Głubczyce) | Grzegorz Olchowik (Technik Głubczyce) Zofia Żółtańska (Technik Głubczyce) | Jerzy Dołhan (Technik Głubczyce) Ewa Rusznica (Technik Głubczyce) Stanisław Rosko (Technik Głubczyce) Bożena Siemieniec (Technik Głubczyce) |